# Litocala deserta
Litocala deserta är en fjärilsart som beskrevs av Edwards 1881. Litocala deserta ingår i släktet Litocala och familjen nattflyn. Inga underarter finns listade i Catalogue of Life.